# AAVE
AAVE是一种基于以太坊的货币市场，支持用户借贷从稳定币到山寨币等各类数字资产。2017年11月，Stani Kulechov带领一支开发团队以首次代币发行(ICO)的形式发布了ETHLend。